# Lothar von Königsegg-Rothenfels
Josef Lothar Dominik hrabě von Königsegg-Rothenfels (Joseph Lothar Dominik Graf von Königsegg-Rothenfels) (17. května 1673, Vídeň, Rakousko – 8. prosince 1751, Vídeň, Rakousko) byl rakouský vojevůdce a diplomat původem z bavorské šlechtické rodiny. Od roku 1691 sloužil v císařské armádě a byl účastníkem dynastických válek první poloviny 18. století. Uplatnil se také jako diplomat, byl velvyslancem ve Francii, Polsku a Španělsku. V rakouské armádě dosáhl hodnosti polního maršála (1723) a byl nástupcem Evžena Savojského ve funkci prezidenta dvorské válečné rady (1736–1738). Získal Řád zlatého rouna (1731), aktivní vojenskou kariéru ukončil za války o rakouské dědictví, kdy byl zároveň státním ministrem a nejvyšším hofmistrem císařovny.

## Životopis

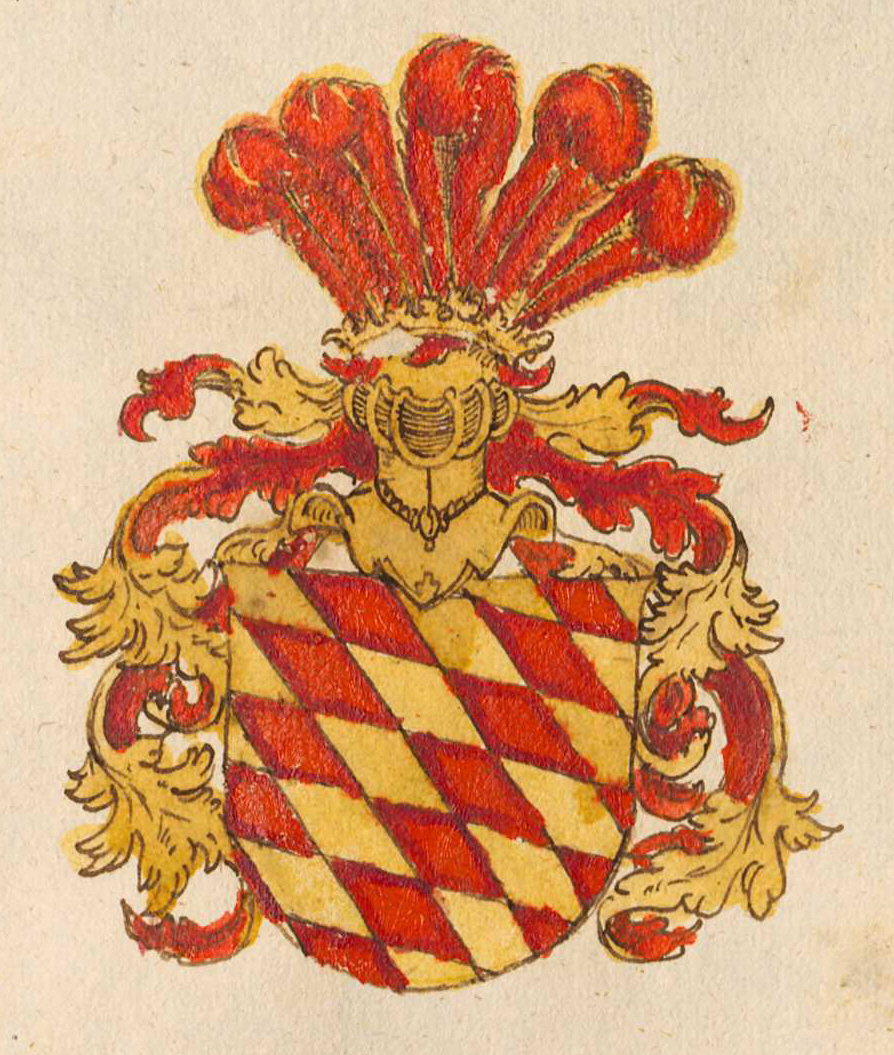
Erb rodu Königseggů

Pocházel ze staré šlechtické rodiny ze Švábska, linie Königsegg-Rothenfels odvozovala své jméno od hradu Rothenfels v jižním Bavorsku, hraběcí titul náležel rodu od roku 1629. Byl synem říšského vicekancléře hraběte Leopolda Viléma von Königsegg-Rothenfels (1630–1694), vzdáleně byl též spřízněn s knížecí rodinou Hohenzollern-Hechingen. Jako nejmladší ze sedmi synů byl předurčen k církevní dráze a studoval na jezuitské koleji v Besançonu. V roce 1689 byl jmenován titulárním kanovníkem v Pasově a Salcburku, poté pokračoval ve studiích v Římě. Nakonec ale odmítl stát se knězem a v osmnácti letech se připojil k císařské armádě bojující v Uhrách proti Turkům.
Za války o španělské dědictví bojoval v Itálii pod velením prince Evžena Savojského, v roce 1702 byl povýšen na plukovníka a o rok později obdržel svůj vlastní pluk. V roce 1705 byl povýšen na generálmajora a o rok později se vyznamenal v bitvě u Turína, která byla rozhodujícím střetnutím války o španělské dědictví na italském území. Poté byl velitelem pevnosti v Mantově a v roce 1708 dosáhl hodnosti polního podmaršála. V závěru války se zúčastnil mírových jednání a Rastattským mírem získala habsburská monarchie dnešní Belgii, tehdy pod názvem Rakouské Nizozemí, kde byl Königsegg v letech 1714–1717 vrchním velitelem. V roce 1716 byl povýšen na polního zbrojmistra. V letech 1717–1719 byl císařským velvyslancem ve Francii u dvora Ludvíka XV., poté přešel na post vyslance v Sasku a Polsku, které byly tehdy spojeny personální unií pod vládou Augusta II. (oficiálně zde nezastával diplomatickou funkci, ale hodnost nejvyššího hofmistra arcivévodkyně Marie Josefy, provdané za pozdějšího polského krále Augusta III.). Z Drážďan byl odvolán v červnu 1722, ale fyzicky zde setrval až do října téhož roku (ve funkci vyslance u sasko-polského dvora jej nahradil český šlechtic František Karel Vratislav z Mitrovic). Během této diplomatické mise obdržel polský Řád bílé orlice. V letech 1722–1723 byl vrchním velitelem v Sedmihradsku a v roce 1723 byl povýšen do hodnosti polního maršála. Poté se vrátil do diplomatických služeb a v letech 1725–1730 byl rakouským velvyslancem ve Španělsku. Po návratu z Madridu obdržel Řád zlatého rouna (1731), byl též císařským tajným radou. I když řadu let pobýval v zahraničí, udržoval spojení s císařským dvorem ve Vídni a patřil k důležitým prostředníkům řady příbuzných, včetně například vzdáleně spřízněných Valdštejnů

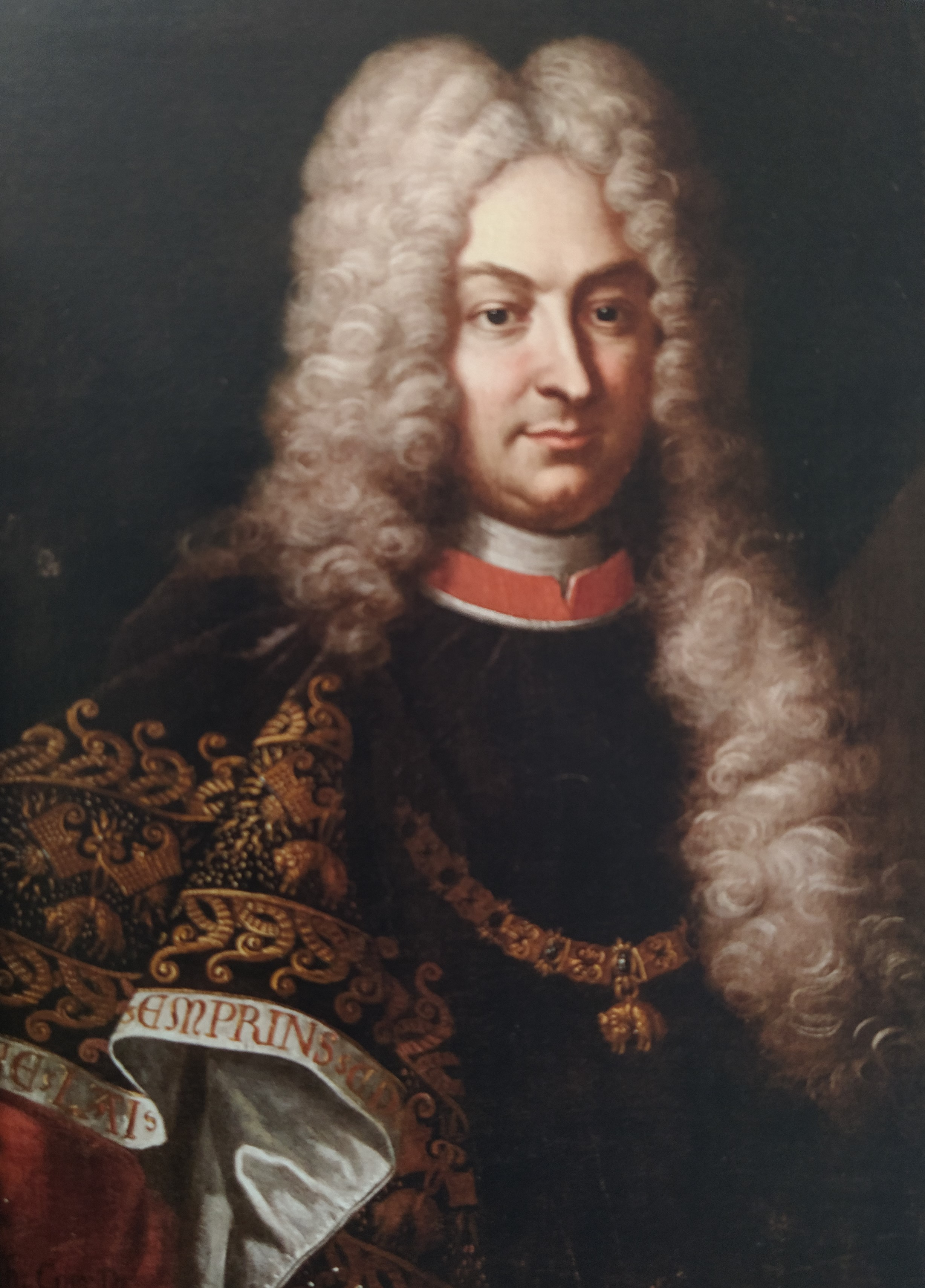
Lothar von Königsegg-Rothenfels, portrét z galerie rytířů Řádu zlatého rouna na zámku Kunštát

Za války o polské dědictví převzal vrchní velení v severní Itálii (1734), ale po několika vítězných střetnutích byl poražen v rozhodující bitvě u Guastally. Poté se se svým vojskem stáhl do Tyrolska a rezignoval na vrchní velení. Po smrti Evžena Savojského zastával funkci prezidenta dvorské válečné rady (1736–1738) a v roce 1737 velel pomocnému rakouskému sboru zapojenému do rusko-turecké války. V této válce se však příliš neosvědčil a v roce 1738 byl odvolán z čela dvorské válečné rady, byl však jmenován státním a konferenčním ministrem a nejvyšším hofmistrem císařovny Alžběty Kristýny. Po smrti Karla VI. získal znovu vlivné postavení za války o rakouské dědictví, kdy byl pověřen vypracováním plánů vojenského tažení proti Prusku a Francii. Stal se vojenským poradcem vrchního velitele Karla Lotrinského, v roce 1742 namísto něj krátce převzal i vrchní velení rakouské armády na Moravě a v Čechách. Spolu s Karlem Lotrinským velel v prohrané bitvě u Chotusic (1742), poté vedl jednání o stažení francouzské armády z Prahy. V roce 1744 byl krátce vrchním velitelem Vídně a poté velitelem v Rakouském Nizozemí. Aktivně se války zúčastnil naposledy v bitvě u Fontenoy (1745), v níž velel rakouskému sboru (vrchním velitelem spojeneckých vojsk byl ale britský královský princ vévoda z Cumberlandu). U Fontenoy byl zraněn a poté se vrátil do Vídně, na další události již neměl zásadní vliv, i když až do smrti zastával funkci státního a konferenčního ministra.
Během svého působení v Rakouském Nizozemí se v Bruselu v roce 1716 oženil s Marií Thérèse de Lannoy (1692–1750) z belgického šlechtického rodu, manželství zůstalo bez potomstva.
Jeho starší bratr hrabě Hugo František Königsegg-Rottenfels (1660–1720) byl biskupem v Litoměřicích, synovec Maxmilián Bedřich von Königsegg-Rothenfels (1708–1784) byl arcibiskupem v Kolíně nad Rýnem (1761–1784). Další synovec Kristián Mořic Königsegg-Rothenfels (1705–1778) sloužil v armádě a dosáhl hodnosti polního maršála.